# Étalon, Somme

Étalon este o comună în departamentul Somme, Franța. În 1 ianuarie 2022 avea o populație de 128 de locuitori.